# Dijkse Boys
Voetbalvereniging Dijkse Boys was een amateurvoetbalclub uit Helmond in de Nederlandse provincie Noord-Brabant. De club is opgericht in 1948 en is in januari 2013 failliet gegaan. Het speelde op sportpark Berkveld te Helmond. De clubkleuren zijn geel en blauw.

## Geschiedenis
Dijkse Boys werd op 8 mei 1948 door woonwagenbewoners uit Helmond opgericht onder de naam Brakianen. Er was nog geen kleedaccommodatie het omkleden gebeurde in een kroeg. In 1949 ging de club aan een sportterrein aan de Scheidijk (lokaal de Dijk genoemd) spelen en werd de naam veranderd in Dijkse Boys. Daar speelde de club tot in 1983, 500 meter van de huidige locatie, een nieuw complex aan het Berkveld betrokken werd (Sportpark Den Berkendonck).
Dijkse Boys behaalde in 1974 een kampioenschap in de 1e klasse afdeling zuid 1. 24 jaar werd onafgebroken in de 4e klasse KNVB gespeeld waarna er in 1998 onder leiding van coach Louis Burhenne (Venlo) een kampioenschap werd behaald.
In dat kampioensjaar 1998 versloeg Dijkse Boys in de regiobeker regerend kampioen van de Hoofdklasse B (Gemert). De club wist zich later te plaatsen voor de KNVB Beker door zich in Vierlingsbeek te scharen bij de sterkste vier ploegen in de regio zuid 1 en 2. In Helmond won de club na de competitie het Zilveren Helm Toernooi, een toernooi waar alle clubs uit Helmond aan meedoen. In het jaar 2000 werd het team van Louis Burhenne opnieuw kampioen en promoveerde naar de 2e klasse H. Vanaf het seizoen 2000- 2001 was Dijkse Boys de hoogst spelende amateurclub in de gemeente Helmond. Dijkse Boys werd twee keer gekozen tot sportploeg van het jaar in Helmond.

### Hoofd- en Topklasse
In het voetbalseizoen 2006/07 wist Dijkse Boys zich, door het winnen van de derde periodetitel in de Eerste klasse, te plaatsen voor nacompetitie voor een plek in de Hoofdklasse. In de finalewedstrijd werd Blauw-Geel'38 verslagen na strafschoppen waardoor Dijkse Boys naar de Hoofdklasse promoveerde. Dijkse Boys speelde vanaf het seizoen 2007/2008 drie opeenvolgende seizoenen in de Hoofdklasse en werd achtereenvolgens 6e, 5e en 5e. In het seizoen 2009/2010 legde Dijkse Boys beslag op de 1e periode. Op de laatste speeldag van de competitie werd door een nederlaag directe promotie naar de Topklasse op basis van het doelsaldo misgelopen. Via de nacompetitie promoveerde de club alsnog.
In 2010 promoveerde de club naar de Topklasse die na dat seizoen van start ging, het hoogste niveau in het Nederlands amateurvoetbal. Bijna halverwege het seizoen 2010/11 besloot de club om zich uit de Topklasse terug te trekken. De wedstrijd in de 1/8 finale van de KNVB Beker tegen Genemuiden bleek achteraf de laatste wedstrijd van Dijkse Boys 1 te zijn. Organisatorische en financiële problemen, veroorzaakt door het vertrek van geldschieter Leendert Gerrits, waren de aanleiding om het seizoen niet af te maken met het eerste elftal van de club. Het nieuw te realiseren sportpark op "de Braak" was nog niet gestart, waarop het bestuur besloot het convenant te verscheuren en in overleg met de leden van de club voorlopig op Sportpark Berkendonck te blijven. Het bestuur vond in Jan Kilkens een trainer om een doorstart te maken met de club.
Mede dankzij het opheffen van Jong Helmond Sport en goede scouting in de omgeving kon het op 1 juni 2011 een hoofdklassewaardige selectie presenteren. In het seizoen 2011/12 speelde de club in de Zondag Hoofdklasse B. Met een geheel nieuwe selectie startte de club aan het seizoen 2011/2012, en tevens met een jeugdteam. In maart 2012 nam Tonnie van de Wetering de taken als interim-trainer van het eerste elftal over van Kilkens. Het lukte hem niet om Dijkse Boys in de Hoofdklasse te houden. Via de nacompetitie degradeerde Dijkse Boys alsnog naar de eerste klasse.

## Negatieve perikelen
De club kwam na een glansrijke tocht naar de topklasse meerdere malen negatief in het nieuws. Na het terugtrekken van de eerste sponsor, gevolgd door het terugtrekken van het eerste team ging de beerput open. Begin 2012 werd bekend dat de fiscus beslag legde op de bezittingen van Dijkse Boys voor jarenlange belastingontduiking. Dit werd later voorlopig uitgesteld.
Op 6 september 2012 besloot de tuchtcommissie van de KNVB alle teams voor het seizoen 2012/2013 uit de competitie te nemen. Dit omdat ze na herhaalde verzoeken de jaarstukken over 2010-2011 niet konden tonen. Uiteindelijk liep het met een sisser af en konden de 3 seniorenteams de competitie hervatten
Naast de financiële perikelen kwam de club in 2012 meerdere malen in het nieuws met vechtpartijen en mishandelingen. In 2012 werden 2 van de 5 seniorenteams uit de competitie gehaald na wangedrag binnen en buiten het veld.

Op 26 januari 2013 maakte het bestuur van Dijkse Boys bekend dat het faillissement had aangevraagd. Dijkse Boys heeft 65 jaar bestaan.

## Erelijst
kampioen Tweede klasse: 2006
kampioen Derde klasse: 2000, 2003
kampioen Vierde klasse: 1998
Promoties
van Eerste klasse naar Hoofdklasse: 2007
van Hoofdklasse naar Topklasse: 2010

## Competitieresultaten 1975–2012
| 11 4C |

| 9 4C |

| 10 4C |

| 6 4C |

| 2 4C |

| 8 4C |

| 11 4C |

| 8 4C |

| 10 4C |

| 4 4C |

| 7 4C |

| 7 4C |

| 10 4C |

| 10 4C |

| 5 4C |

| 9 4C |

| 9 4C |

| 5 4C |

| 2 4C |

| 10 4C |

| 11 4C |

| 2 4C |

| 5 4H |

| 1 4H |

| 6 3D |

| 1 3D |

| 12 2F |

| 7 3D |

| 1 3D |

| 6 2H |

| 5 2H |

| 1 2H |

| 7 1D |

| 10 B |

| 5 B |

| 5 B |

| xx |

| 13 B |

2003: de beslissingswedstrijd op 11 mei om het klassekampioenschap in zondag 3D werd met 2-1 gewonnen van RKSV Mierlo-Hout
2006: de beslissingswedstrijd om het klassekampioenschap in zondag 2H eindigde tegen RKSV Margriet onbeslist (0-0), Dijkse Boys kampioen op basis doelsaldo in competitie.
| Topklasse | Hoofdklasse | Eerste klasse | Tweede klasse | Derde klasse | Vierde klasse |

In elke staaf van de grafiek staat van boven naar beneden vermeld: 
- Eindnotering

Dit is de positie die de club heeft bereikt in de competitie, zonder eventuele beslissings-, play-off- of nacompetitiewedstrijden die nodig zijn geweest om bijvoorbeeld de kampioen van de competitie te bepalen.
Indien een * achter het getal staat is de notering een tussenstand en kan het zijn dat de notering niet overeenkomt met de uiteindelijke eindstand van de competitie.
Staat er een - dan is het seizoen nog bezig en is er geen definitieve uitslag bekend.
Staat er xx op de positie van de notering, dan heeft de club vroegtijdig de competitie verlaten. Dit kan onder andere komen door terugtrekking van het team, faillissement van de club of door een uitgedeelde straf van de KNVB. In veel gevallen staat elders in het artikel de reden vermeld.
Staat er een ? dan is het resultaat uit het verleden onbekend, en is alleen de competitie of het niveau bekend van dat seizoen.
In de seizoenen 2019/20 en 2020/21 werd wegens de coronacrisis het amateurvoetbal afgebroken. Daardoor kennen deze staven geen eindklassering (middels -- weergegeven).
- Competitieniveau en afdelingsletter of Officiële eindstand Eredivisie
  - Competitieniveau en afdelingsletter

Hierbij geeft het getal het niveau weer, dat ook terug te vinden is in de legenda. De letter is de afdelingsaanduiding en wordt gebruikt wanneer er meer afdelingen zijn op hetzelfde niveau. De afdelingsletter is altijd een hoofdletter en wordt meestal zonder nummer gebruikt.
Voorbeeld: 2F is niveau 2e klasse competitie F.
Het competitieniveau en nummer wordt niet vermeld wanneer er slechts één competitie van dit niveau was.
  - Officiële eindstand Eredivisie (getal staat tussen haakjes vermeld)

Sinds de introductie van play-offwedstrijden voor Europees voetbal na afloop van de reguliere competitie in 2005/06, is de KNVB verplicht een eindstand van de Eredivisie door te geven aan de UEFA aan de hand van deze play-offwedstrijden.
Bij deze eindstand staan clubs die zich hebben gekwalificeerd voor Europees voetbal hoger dan clubs die zich niet wisten te kwalificeren. Indien er geen verschil was tussen de eindnotering en de officiële eindstand, staat dit getal niet vermeld.

- Onderafdeling

Hier staat afgekort de naam van de onderafdeling indien de club in dat jaar in een onderafdeling uitkwam. Tevens staat deze afkorting in de legenda en wordt gelinkt naar het artikel over deze onderafdeling. Deze afkorting wordt alleen vermeld wanneer de club in het verleden in verschillende onderafdelingen heeft gespeeld. Deze vermelding is in de staaf altijd in kleine letters. Deze onderafdelingen zijn na het seizoen 1995/96 afgeschaft. Heeft de club in slechts één onderafdeling gespeeld, dan is dit alleen terug te vinden in de legenda.
Onder de staaf staat het jaartal vermeld waarin het seizoen is afgesloten. 15 verwijst naar het seizoen 2014/15 of eventueel het seizoen 1914/15.
Wanneer een staaf leeg is, zijn deze gegevens niet bekend. Het kan ook zijn dat de club dat seizoen niet heeft meegespeeld op het hogere amateurniveau, vroegtijdig de competitie heeft verlaten of uit de competitie is gezet.

In het seizoen 1944/45 was er wegens de Tweede Wereldoorlog geen regulier competitievoetbal.

## Bekende (oud-)spelers
- Taoufik Ameziane
- Patrick Ax
- Danny van Bakel
- Louis Burhenne
- Ümran Bozbıyık
- Kenneth Cicilia
- Youssef Chida
- Eltjo Gnodde
- Patrick Greveraars
- Regilio Jacobs
- Romario Kortzorg
- Amos Letwory
- Nico van der Meer
- Ariën Pietersma
- Peter van Putten
- Juremy Reker
- Kevin van Veen
- Maurice Verberne
- Nyron Wau
- Abdeloehap Yahia
- Zoran Zoran

## Bekende (oud-)trainers
- Chris Burhenne
- Louis Burhenne
- Jan Kilkens

SV De Braak · SV Brandevoort · VV Bruheze · HVV Helmond · Helmond Sport · RKSV Mierlo-Hout · Rood-Wit '62 · Stiphout Vooruit